# Showa Hikoki Kogyo
Сёва Хикоки ( (яп. 昭和飛行機工業株式会社) Shōwa Hikōki Kōgyō Kabushiki-gaisha) — японское предприятие авиастроительной и машиностроительной промышленности. Член промышленно-торгового конгломерата Мицуи. Основана в 1937 году. Среди первых разработок транспортный самолёт Showa L2D — лицензионная версия американского самолёта Douglas DC-3.
В настоящее время занимается производством приборов для внутреннего оснащения самолётов, оборудования автоцистерн и грузовиков. Главное представительство предприятия находится в городе Акисима, Токио.

## Продукция компании
- Showa L2D
- Aichi D3A (по лицензии Aichi)

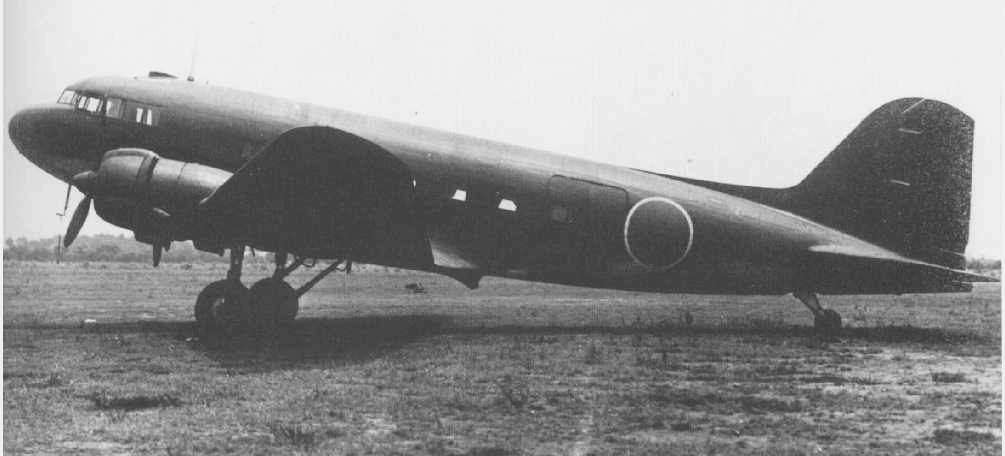
Showa L2D

- Kawanishi N1K-J Shiden (по лицензии Kawanishi)

участие в разработках:
- NAMC YS-11
- Kawasaki C-1, также выпуск
- Kawasaki C-2, также выпуск
- Kawasaki P-1 — участие в производстве.